# Eucereon rubroanale
Eucereon rubroanale är en fjärilsart som beskrevs av Rothschild 1912. Eucereon rubroanale ingår i släktet Eucereon och familjen björnspinnare. Inga underarter finns listade i Catalogue of Life.